# Chlorophyceae
Chlorophyceae, razred zelenih algi. Podijeljen je na 6 imenovanih redova, plus incertae sedis i  3 681 vrsta.

## Opis
Chlorophyceae su velika i važna skupina slatkovodnih zelenih algi. Uključuju neke od najčešćih vrsta, kao i mnoge članove koji su važni i ekološki i znanstveno.
Postoje mnogobrojni rodovi i preko 4100 živih vrsta kloroficeja. Dolaze u velikom izboru oblika, uključujući jednostanične vrste koje slobodno plivaju, kolonije, jednoćelijske bez biča, filamente i još mnogo drugih. Također se razmnožavaju na razne načine, iako svi imaju haploidan životni ciklus, u kojem je samo stanica zigote diploidna. Zigota će često služiti kao spora u mirovanju, sposobna ležati uspavano usprkos potencijalno štetnim promjenama okoliša kao što je isušivanje.
Chlorophyceae uključuje tri glavne skupine koje se prvenstveno razlikuju po osnovnim razlikama u rasporedu njihovih flagela.
Možda najpoznatije i najvažnije kloroficeje su Chlamydomonadaceae i Volvocaceae. Oboje su važni organizmi za istraživanje u biološkim laboratorijima. Chlamydomonas, iako sićušna i jednostanična, bila je korisna u bezbrojnim studijama, uključujući slatkovodnu ekologiju, diobu stanica, fiziologiju, genetsku strukturu i funkciju i genomsku evoluciju.
Ništa manje nisu važne ni Chlorellales, posebno Chlorella. Iako je u ovom rodu poznato samo desetak vrsta, igra važnu ulogu kao endosimbiont unutar tkiva drugih organizama. Spužve, polipi, trepetljikaši i krednjaci mogu udomiti Chlorellu iznutra, osiguravajući dom algi u zamjenu za njezine fotosintate. Nedavno je ova sićušna alga postala popularna kao "zdrava hrana" zbog svojih koncentriranih proteina i klorofila, a sada se komercijalno uzgaja u velikom broju, posebno u Aziji.
Uobičajene su i mnoge druge vrste Chlorophyceae. Oedogonium raste u slatkim vodama diljem svijeta, obično pričvršćen za druge biljke ili alge; bio je predmet intenzivnog proučavanja zbog svoje neobične metode diobe stanica. Vrste Chlorococcales (nekad priznati red) često se nalaze u tlu ili blatu, a neke, kao što je Apatococcus, mogu se naći kako rastu u svijetlozelenim mrljama na zidovima i stranama drveća gdje prevladavaju vlažni uvjeti.
Najstariji fosili koji podsjećaju na kloroficeje potječu iz proterozojske formacije Bitter Springs u središnjoj Australiji. Nema dovoljno očuvanosti za čvrstu identifikaciju ovih fosila, ali druge višestanične alge poznate su iz tog vremena (Butterfield et al. 1988), tako da identifikacija nije nerazumna.
Vjerojatnije je da su fosili ove skupine pronađeni u stijenama srednjeg devona u državi New York (Baschnagel 1966). Među njima je Paleooedogonium, fosil koji zapanjujuće sliči modernom Oedogoniju. Prisutnost ovog fosila i onih drugih slatkovodnih zelenih algi u devonu sugerira da je skupina u to vrijeme bila prilično raznolika.
Poznati su i tercijarni fosili modernih kloroficejskih rodova, kao što su Scenedesmus u Chlorellales (Fleming 1989), Pediastrum i Botryococcus (Gray 1960) i Tetraedon (Goth et al. 1988). Vjeruje se da je posljednji od njih važna komponenta u formiranju uljnih škriljevaca tercijara, poput onih u Messelu, Njemačka.

## Redovi
1. Chaetopeltidales C.J.O'Kelly, Shin Watanabe, & G.L.Floyd   15
2. Chaetophorales Wille 220
3. Chlamydomonadales F.E.Fritsch 2048
4. Chlorophyceae incertae sedis 58
5. Oedogoniales Heering   787
6. Sphaeropleales Luerssen 990